# Hostěnice
Hostěnice är en ort i Tjeckien.   Den ligger i regionen Södra Mähren, i den östra delen av landet, 200 km sydost om huvudstaden Prag. Hostěnice ligger 392 meter över havet och antalet invånare är 488.
Terrängen runt Hostěnice är platt söderut, men norrut är den kuperad. Terrängen runt Hostěnice sluttar söderut. Runt Hostěnice är det tätbefolkat, med 257 invånare per kvadratkilometer. Närmaste större samhälle är Brno, 13,1 km väster om Hostěnice. Trakten runt Hostěnice består till största delen av jordbruksmark.